# Saint-Barthélemy-de-Bellegarde
Saint-Barthélemy-de-Bellegarde település Franciaországban, Dordogne megyében. Lakosainak száma 506 fő (2022. január 1.). Saint-Barthélemy-de-Bellegarde Échourgnac, Montpon-Ménestérol, Saint-Michel-de-Double, Saint-Laurent-des-Hommes, Eygurande-et-Gardedeuil és Servanches községekkel határos.

## Népesség
A település népessége az elmúlt években az alábbi módon változott:
| Lakosok száma | 372  | 451  | 408  | 497  | 514  | 515  | 505  | 484  | 495  | 506  |
|               | 1968 | 1982 | 1990 | 2006 | 2013 | 2015 | 2017 | 2019 | 2020 | 2022 |